# Schloss Dukla

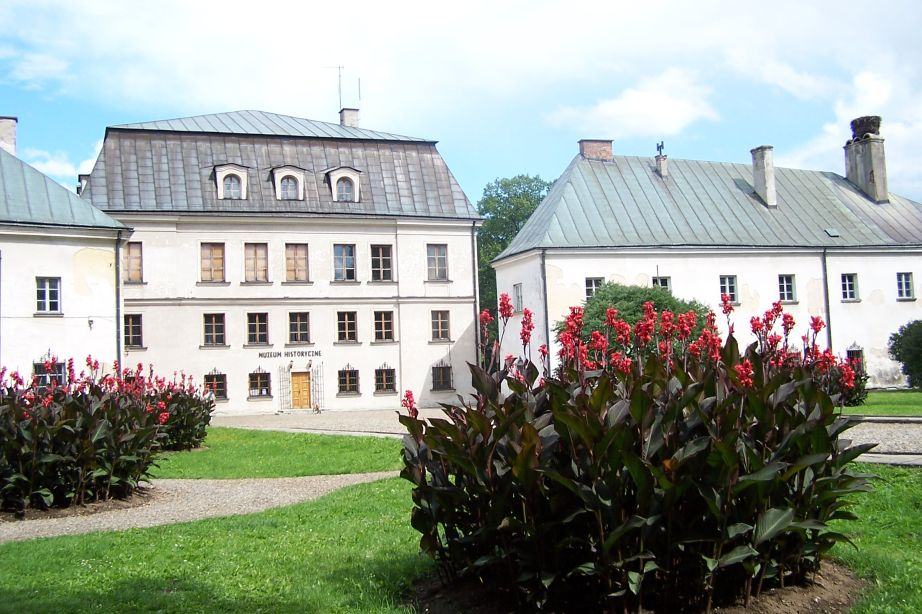
Frontansicht

Das Schloss Dukla (polnisch Pałac w Dukli) ist ein Stadtpalais mit englischem Garten  in der Altstadt von Dukla. Es gehört zum polnischen Adelsgeschlecht Mniszech.

## Lage
Das Schloss liegt in den Niederen Beskiden unweit des Dukla-Passes.

## Geschichte
An der Stelle des heutigen Schlosses baute Jan Jordan ein Renaissanceschloss. 1636 erwarb Franciszek Bernard Mniszech, der Bruder der Zarin Marina Mniszech, das Schloss und baute es bis 1640 zu einem Palazzo in fortezza aus. Ab 1740 waren Jerzy August Mniszech und Maria Amalia Mniszchowa, die Tochter von Heinrich von Brühl, Eigentümer des Schlosses und machten es zu einer der führenden kulturellen Residenzen in Polen-Litauen. Gleichzeitig war es ab 1755 Sitz einer der ersten polnischen Freimaurerlogen. Den Umbau im Barockstil leiteten die Dresdener Architekten Johann Friedrich Knobl und Leonard Andrys. Im Zuge der Ersten Polnischen Teilung besetzten österreichische Truppen 1772 das Schloss. 1774 ging das Schloss durch Heirat an Stanisław Szczęsny Potocki, der die Tochter von Jerzy August Mniszech, Józefina Amalia Potocka, heiratete. Doch bereits 1779 wurde Józef Kanty Ossoliński Eigentümer des Schlosses. Danach wechselte das Schloss noch mehrmals die Besitzer, unter anderem die Stadnicki und Męciński. Zuletzt gehörte es den Tarnowski. In beiden Weltkriegen wurde das Schloss beschädigt und seine Kunstschätze geplündert. Nach dem Zweiten Weltkrieg wurde das Schloss verstaatlicht. Der Wiederaufbau zog sich bis in die 1980er Jahre hin. Seither ist es Sitz des Historischen Militärmuseums. 2012 gelang es den Tarnowski, das Eigentum an dem Schloss wiederzuerlangen. Es dient weiterhin als Museum.